# Sexenio
De sexenio is de gangbare naam van de termijn van de president van Mexico, die zes jaar duurt. Ook de termijnen van senatoren en gouverneurs duren zes jaar.
De sexenio werd ingevoerd door president Abelardo Luján Rodríguez (1932-1934), voorheen duurden termijnen vier jaar. De president is na zijn sexenio niet meer herkiesbaar. Daar de president verregaande volmachten heeft, geldt de sexenio en het principe van geen herverkiezing als een van de pilaren van de Mexicaanse politiek.